# Koichi Miyao
Koichi Miyao (født 15. juni 1993) er en japansk fodboldspiller, som spiller for den japanske fodboldklub YSCC Yokohama.